# Владимир Дарида
Владимир Дарида (чеш. Vladimír Darida; 8. август 1990) чешки је професионални фудбалер који тренутно наступа на позицији централног везног за Арис Солун.
Каријеру је почео 2010. у Викторији Плзењ, гдје је, прије тога, наступао 15 година као јуниор. Године 2011. отишао је на позајмицу у Соколов, након чега се вратио у Викторију Плзењ, гдје је провео двије сезоне. Године 2013. прешао је у Фрајбург, гдје је провео двије сезоне, након чега је 2015. прешао у Херту Берлин.
Играо је за репрезентације до 20 и 21 године, а за сениорску репрезентацију Чешке дебитовао је 2012. након чега је играо на Европском првенству 2012, 2016. и 2020. За репрезентацију, одиграо је укупно 76 утакмица и постигао је осам голова, а након Европског првенства 2020. завршио је репрезентативну каријеру.

## Клупска каријера

### Викторија Плзењ
У Викторији Плзењ провео је цијелу јуниорску каријеру, а за први тим дебитовао је 24. априла 2010. године у ремију 0:0 против Динама Ческе Будјејовице, када је ушао у игру у 84. минуту умјесто Петра Јирачека.
У пролеће 2011. послат је на позајмицу у Бањик Соколову до краја сезоне. Играо је добро и тренер Викторије — Павел Врба, вратио га је назад у Плзењ.

#### 2011/12.
На дан 22. јула 2011. био је стартер у Суперкупу Чешке, против Младе Болеслав. Утакмица је завршена 1:1, а Плзењ је побиједио 4:2 на пенале; Дарида је погодио пенал за 3:2.
На почетку сезоне 2011/12, у другом колу квалификација за Лигу шампиона, играо је девет минута у побједи од 5:1 против Пјуника, након што је ушао у игру у 81. минуту, умјесто Данијела Коларжа. У групној фази Лиге шампиона, играо је на три утакмице, укључујући и реми 2:2 против Милана, када је ушао у игру умјесто Петра Јирачека који се повриједио. Први гол за клуб, постигао је 2. децембра 2011. у побједи од 4:1 против Бохемијанса, шест минута након што је ушао у игру. Након што је Јирачек напустио клуб и прешао у њемачки Волфсбург, Дарида је заузео његово мјесто у стартној постави.
На првој утакмици на којој је био стартер од одласка Јирачека, постигао је гол за вођство у ремију 1:1 против Шалкеа, у првој утакмици 1/16 финала Лиге Европе; изједачио је Клас Јан Хунтелар. У реваншу је такође био стартер, утакмица је завршена 1:1, а Шалке је побиједио 3:1 на продужетке, са три гола Хунтелара. На дан 26. марта 2012, постигао је два гола у побједи од 4:0 против Ческе Будјејовице у 22 колу, након чега је постигао гол за побједу од 1:0 против Младе Болеслав у 28 колу.
Сезону је завршио са 22 одигране утакмице у лиги и четири постигнута гола, а због добрих игара, добио је позив у репрезентацију, док је у јулу 2012. продужио уговор са клубом, до љета 2016, иако је имао понуду руског Краснодара.

#### 2012/13.
У другом колу квалификација за Лигу Европе 2012/13, постигао је гол за побједу од 2:0 против Руставија и пласман даље. Одиграо је сваку утакмицу у квалификацијама, у којима је Плзењ побиједио Локерен у плеј офу и пласирао се у групну фазу. На дан 2. септембра 2012, постигао је први гол у лиги, у побједи од 4:1 против Дукле Праг у шестом колу, након чега је постигао гол и у 14 колу, у побједи од 3:0 против Сигме Оломоуц, чиме је Плзењ преузео прво мјесто на табели. Недељу дана касније, постигао је гол у 79. минуту, за побједу од 2:1 на гостовању против Слован Либереца у 15 колу, иако је Плзењ играо са играчем мање од 43 минута, након што је Вацлав Прошазка добио црвени картон.
У групној фази Лиге Европе, Плзењ је играо у групи против Атлетико Мадрида, Хапоел Тел Авива и Академике. У првом колу, играо је цијели утакмицу у побједи од 3:1 против Академике, након чега је био стартер и у другом колу, у поразу 1:0 од Атлетико Мадрида на гостовању, голом Кристијана Родригеза у 90. минуту. У трећем колу, поново је играо цијелу утакмицу, а Плзењ је побиједио Хапоел Тел Авив на гостовању, чиме се учврстио на друго мјесто на табели, иза Атлетико Мадрида. У четвртом колу, Плзењ је у побиједио Хапоел Тел Авив кући 4:0 и преузео је прво мјесто на табели, након пораза Атлетика од Академике 2:0. У петом колу, Плзењ је ремизирао 1:1 на гостовању против Академике, чиме је обезбиједио пролаз у нокаут фазу. Био је стартер и на последњој утакмици групне фазе, у побједи од 1:0 против Атлетико Мадрида, чиме се Плзењ пласирао даље са првог мјеста, бод испред Атлетика.
У зимској паузи током тренинг кампа на Кипру, постигао је гол у побједи од 5:3 против Локомотиве из Москве, у пријатељској утакмици. На почетку прољећнег дијела сезоне, 14. фебруара 2013. Плзењ је играо у гостима против Наполија, у шеснаестини финала Лиге Европе. У 28. минуту, Дарида је постигао гол за вођство од 1:0, а Плзењ је побиједио 3:0. Играо је и недељу дана касније, у реванш утакмици, у којој је Плзењ побиједио 2:0 и прошао је даље. У осмини финала, одиграо је цијелу утакмицу кући, у поразу 1:0 од Фенербахчеа, што је био први пораз Плзења кући у Лиги Европе. У реванш утакмици, 14. марта, постигао је гол у ремију 1:1, чиме је Плзењ испао из Лиге Европе.
На дан 3. маја, постигао је прва два гола на утакмици, у побједи од 3:2 против Ческе Будјејовице. У последњем колу, постигао је гол у 46 секунди, у побједи од 3:0 на гостовању против Храдеца Кралове, чиме је Плзењ освојио титулу, два бода испред Спарте Праг. Сезону је завршио са одиграних 29 утакмица у лиги и шест постигнутих голова.

#### 2013/14.
Играо је на свим утакмицама у квалификацијама за Лигу шампиона 2013/14, а у плеј офу, постигао је гол у побједи од 3:1 против Марибора у првој утакмици. У реваншу, Плзењ је побиједио 1:0 и пласирао се у групну фазу. У првенству, постигао је гол у побједи од 4:2 на гостовању против Прибрама, у другом колу, након чега је постигао гол за побједу од 1:0 на гостовању против Знојма у четвртом колу. Крајем августа 2013. прије истека прелазног рока, прешао је у Фрајбург.

### Фрајбург
У августу 2013. прешао је у њемачки Фрајбург, гдје се придружио сународницима Павелу Крмашу и Вацлаву Пилару. Према информацијама њемачких медија, трансфер је износио између 103 и 128 милиона круна, односно, између четири и пет милиона евра, док је према информацијама власника Викторије Плзењ —  Томаша Пацлика, Фрајбург платио 6,2 милиона евра и 30% од следећег трансфера. Дебитовао је 24. октобра 2013. и постигао је гол у 11. минуту у ремију 1:1 против Есторила, у групној фази Лиге Европе. У групи, тим је завршио на трећем мјесту са шест бодова и није се пласирао у нокаут фазу.
У Бундеслиги, дебитовао је 27. октобра 2013. у поразу 3:0 од Хамбургера, на утакмици коју су обиљежиле грешке голмана Оливера Баумана. Први гол у Бундеслиги постигао је 2. новембра 2013. у побједи од 3:0 на гостовању против Нирнберга у 11. колу; ушао је у игру у 75. минуту и постигао гол четири минута касније, чиме је Фрајбург остварио прву побједу у сезони. На дан 2. новембра 2014. постигао је гол из пенала, у побједи од 1:0 на гостовању против Келна, чиме је Фрајбург остварио прву побједу након десет утакмица. Сезону је завршио са одигране 23 утакмице и три постигнута гола, док је Фрајбург завршио на 14 мјесту на табели.
На дан 23. септембра 2014, у петом колу сезоне 2014/15, постигао је гол у 75 минуту за вођство од 3:2 на гостовању против Хофенхајма, након чега је добио црвени картон у 81 минуту, а Јаник Вестергард је дао гол у 90 минуту за 3:3. Након што је пропустио једну утакмицу због црвеног картона, постигао је гол у ремију 1:1 на гостовању против Вердера у седмом колу. На дан 2. новембра 2014, постигао је гол за побједу од 1:0 на гостовању против Келна, што је била прва побједа за Фрајбург након десет утакмица. Сезону је завршио са 31 одиграном утакмицом и шест постигнутих голова, док је Фрајбург завршио на 17 мјесту на табели, бод иза Хамбургера и испао је из лиге.

### Херта Берлин
На љето 2015. након испадања Фрајбурга у Другу Бундеслигу, прешао је у Херту Берлин, са којом је потписао четворогодишњи уговор. За клуб је дебитовао 10. августа 2015. и постигао је гол на дебију, у побједи од 2:0 на гостовању против Арминије Билефелд у првој рунди Купа Њемачке. На дан 27. августа, постигао је изједначујући гол у ремију 1:1 на гостовању против Ајнтрахт Франкфурта, након чега је постигао гол у побједи од 2:1 против Бајер Леверкузена. Одиграо је 31 утакмицу у лиги и постигао пет голова, а Херта је завршила на седмом мјесту и пласирала се у квалификације за Лигу Европе. Просјечно је трчао 13,05 km по утакмици, по чему је био најбољи у Бундеслиги. Спортски директор клуба — Михаел Прец, изјавио је да је Дарида постао срце и душа тима. Такође, Реал Мадрид је био заинтересован да га доведе.
Сезону 2016/17. почео је у квалификацијама за Лигу Европе, у којима је Херта изгубила у двомечу од Брондбија. У првом колу, постигао је гол на асистенцију Ведада Ибишевића у побједи од 2:1 против свог бившег клуба — Фрајбурга, у првом колу Бундеслиге. На дан 25. фебруара 2017. постигао је гол у побједи од 2:0 против Ајнтрахт Франкфурта. Сезону је завршио са одиграних 25 утакмица и два постигнута гола, а Херта је завршила на шестом мјесту на табели и пласирала се у групну фазу Лиге Европе.
Био је повријеђен од октобра 2017. до јануара 2018. због чега је пропустио велики број утакмица. Одиграо је само двије у Лиги Европе и 21 у Бундеслиги, без постигнутог гола, а Херта је завршила на десетом мјесту на табели и није се пласирала у европска такмичења.
Током сезоне 2018/19. играо је и за други тим Херте, а за први тим одиграо је десет утакмица у Бундеслиги и није постигао ниједан гол.
Прву утакмицу у сезони 2019/20. одиграо је 11. августа 2019. када је постигао гол у побједи од 5:1 на гостовању против Ејхстета у првој рунди Купа, што му је био први гол након двије и по године. На дан 4. октобра, постигао је гол у побједи од 3:1 против Фортуне Диселдорф у седмом колу Бундеслиге. У деветом колу, асистирао је Саломону Калуу за 2:2 против Хофенхајма, а неколико минута касније, добио је црвени картон и Хофенхајм је побиједио 3:2. На дан 30. новембра, постигао је гол у поразу 2:1 од Борусије Дортмунд у 13. колу, након чега је постигао гол за побједу од 1:0 против Фрајбурга у 15. колу. На дан 30. маја 2020. истрчао је 14,34 km против Аугзбурга, чиме је поставио нови рекорд Бундеслиге по броју истрчаних километара на једној утакмици, а недељу дана касније, срушио је свој рекорд на утакмици против Борусије Дортмунд, када је истрчао 14,65 km. Сезону је завршио са 28 одиграних утакмица и три постигнута гола, док је Херта завршила на десетом мјесту.
Сезону 2020/21. почео је са двије асистенције у побједи од 4:1 на гостовању против Вердер Бремена у првом колу. Одиграо је цијелу утакмицу трећег кола, у којем је Херта изгубила 4:3 од Бајерн Минхена, са четири гола Роберта Левандовског. На дан 13. марта 2020. у поразу 2:0 од Борусије Дортмунд, добио је директан црвени картон, због чега је морао да пропусти три утакмице. Једини гол у сезони, постигао је у последњем колу Бундеслиге, у поразу 2:1 од Хофенхајма. Сезону је завршио са 27 одиграних утакмица и једним постигнутим голом, а Херта је завршила на 14 мјесту на табели, два бода изнад зоне испадања.

## Репрезентативна каријера

### Млада репрезентација
За репрезентацију до 20 година, одиграо је једну утакмицу, 27. априла 2011. у ремију 2:2 против Словачке, када је постигао један гол.</ref>
Од љета 2011. играо је за репрезентацију до 21 године. На дан 10. августа 2011. постигао је гол у побједи од 8:0 против Андоре у квалификацијама за Европско првенство до 21 године 2013, док је, мјесец дана касније, постигао гол у ремију 1:1 против Јерменије кући. Био је стартер на још двије утакмице у квалификацијама, у којима је Чешка побиједила Велс 1:0 и Јерменију 2:0. Завршила је на првом мјесту у групи, али се није пласирали на првенство јер је у плеј офу испала од Русије.
На дан 29. фебруара 2012. играо је у побједи од 3:0 на гостовању против Румуније, у пријатељској утакмици, што му је била последња утакмица за младу репрезентацију, а одиграо је 44 минута.

### Сениорска репрезентација
За сениорску репрезентацију Чешке дебитовао је 26. маја 2012, у побједи од 3:1 против Израела у пријатељској утакмици; ушао је у игру у 65. минуту умјесто Петра Јирачека, а у 93. минуту, погодио је пречку, а Давид Лафата је постигао гол за побједу након одбијене лопте. Одиграо је још неколико пријатељских утакмица и селектор — Михал Билек, уврстио га је у тим за Европско првенство 2012, умјесто Данијела Пудила. Играо је и 1. јуна, у поразу 2:1 од Мађарске у припремној утакмици за првенство, када је ушао у игру у 61. минуту, умјесто Коларжа.
У групној фази Европског првенства 2012. није играо, а Чешка је у групи са Русијом, Пољском и Грчком завршила на првом мјесту и пласирала се даље. Прву утакмицу на првенству играо је у четвртфиналу, у поразу од 1:0 против Португала; био је стартер, а изашао је из игре у 61. минуту, када је умјесто њега ушао Јан Резек. Након Европског првенства, играо је на првој пријатељској утакмици, 15. августа, у ремију 0:0 против Украјине у Лавову, као и 8. септембра у ремију 0:0 против Данске у Копенхагену, у квалификацијама за Свјетско првенство 2014. Играо је и у поразу 1:0 од Финске у Теплицама у пријатељској утакмици, након чега је Чешка побиједила Малту 3:1, чиме је прекинула низ од четири утакмице заредом без постигнутог гола. Играо је на утакмици у квалификацијама, у ремију 0:0 против Бугарске у Прагу, што је била пета утакмица од шест у којој нису постигли гол. На дан 14. новембра 2012. допринио је у побједи од 3:0 против Словачке у пријатељској утакмици у Оломоуцу, док је у првој утакмици у 2013. у побједи од 2:0 на гостовању против Турске уписао двије асистенције. У трећем минуту је центрирао Ладиславу Крејчију, након чега је, у 28. минуту, из корнера асистирао Лафати. На дан 22. марта, играо је на квалификационој утакмици против Данске, у поразу 3:0.
У квалификацијама за Европско првенство 2016. у Француској, није био у стартној постави само на једној утакмици, у поразу 2:1 од Исланда, када је ушао у игру у 84. минуту. Први гол за репрезентацију постигао је 6. септембра 2015, у побједи од 2:1 на гостовању против Летоније, чиме је Чешка обезбиједила пласман на првенство. У квалификацијама, одиграо је укупно 794 минута и постигао један гол. Селектор репрезентације — Павел Врба, сврстао га је у састав тима за првенство 2016. Био је стартер на све три утакмице групне фазе, а Чешка је у првом колу изгубила 1:0 од Шпаније, док је у другом колу ремизирала 2:2 против Хрватске. У трећем колу, изгубила је 2:0 од Турске и првенство је завршила на последњем, четвртом мјесту у групи.
У марту 2021. био је на списку играча за утакмице у квалификацијама за Свјетско првенство 2022, против Естоније, Белгије и Велса, али је првобитно био доступан само за прву утакмицу са Естонијом. Међутим, уочи меча са Белгијом, Њемачка влада одлучила је да попусти мјере против коронавируса, тако што је уклонила Чешку и Велику Британију са списка високо ризичних земаља, због чега чешки фудбалери који играју у Бундеслиги, нису морали да иду у карантин 14 дана након повратка у Њемачку. Међутим, због нејасног почетка важења нових мјера, пропустио је утакмицу против Белгије и вратио се у тим за утакмицу против Велса. На обје утакмице био је стартер.
На дан 27. маја 2021. нашао се у тиму за Европско првенство 2020, које је због пандемије ковида 19 помјерено за 2021. На дан 4. јуна играо је у поразу 4:0 од Италије у пријатељској утакмици; изашао је из игре у 81 минуту, када је умјесто њега ушао Михал Садилек. Четири дана касније, играо је и на последњој пријатељској утакмици пред почетак првенства, у побједи од 3:1 против Албаније; изашао је из игре у 74. минуту, а умјесто њега ушао је Антоњин Барак. На Европском првенству, био је стандардан у групној фази, а Чешка је у првом колу групе Д побиједила Шкотску 2:0, са два гола Патрика Шика, док је у другом колу ремизирала 1:1 против Хрватске. У трећем колу, изгубила је 1:0 од Енглеске и прошла је даље са трећег мјеста. У осмини финала није играо, а Чешка је побиједила Холандију 2:0. У четвртфиналу, у поразу 2:1 од Данске, ушао је у игру у 79. минуту, умјесто Петра Шевчика. Након Европског првенства, завршио је репрезентативну каријеру.

## Статистика каријере

### Клубови
Ажурирано након утакмице игране 22. маја 2021.
| Клуб              | Сезона            | Лига              | Лига  | Лига | Куп   | Куп  | Континентално | Континентално | Укупно | Укупно |
| Клуб              | Сезона            | Лига              | Утак. | Гол. | Утак. | Гол. | Утак.         | Гол.          | Утак.  | Гол.   |
| ----------------- | ----------------- | ----------------- | ----- | ---- | ----- | ---- | ------------- | ------------- | ------ | ------ |
| Викторија Плзењ   | 2009/10.          | Прва лига Чешке   | 3     | 0    | 0     | 0    | —             | —             | 3      | 0      |
| Викторија Плзењ   | 2010/11.          | Прва лига Чешке   | 1     | 0    | 0     | 0    | 0             | 0             | 1      | 0      |
| Викторија Плзењ   | Укупно            | Укупно            | 4     | 0    | 0     | 0    | 0             | 0             | 4      | 0      |
| Бањик Соколов     | 2010/11.          | Друга лига Чешке  | 13    | 5    | 0     | 0    | —             | —             | 13     | 5      |
| Викторија Плзењ   | 2011/12.          | Прва лига Чешке   | 22    | 3    | 2     | 0    | 6             | 1             | 30     | 4      |
| Викторија Плзењ   | 2012/13.          | Прва лига Чешке   | 29    | 6    | 3     | 1    | 16            | 3             | 48     | 10     |
| Викторија Плзењ   | 2013/14.          | Прва лига Чешке   | 6     | 2    | 1     | 0    | 6             | 1             | 13     | 3      |
| Викторија Плзењ   | Укупно            | Укупно            | 57    | 11   | 6     | 1    | 28            | 5             | 91     | 17     |
| Фрајбург          | 2013/14.          | Бундеслига        | 23    | 3    | 1     | 0    | 3             | 1             | 27     | 4      |
| Фрајбург          | 2014/15.          | Бундеслига        | 31    | 6    | 3     | 1    | —             | —             | 34     | 7      |
| Фрајбург          | Укупно            | Укупно            | 54    | 9    | 4     | 1    | 3             | 1             | 61     | 11     |
| Херта Берлин      | 2015/16.          | Бундеслига        | 31    | 5    | 4     | 2    | —             | —             | 35     | 7      |
| Херта Берлин      | 2016/17.          | Бундеслига        | 25    | 2    | 2     | 0    | 2             | 0             | 29     | 2      |
| Херта Берлин      | 2017/18.          | Бундеслига        | 21    | 0    | 1     | 0    | 2             | 0             | 24     | 0      |
| Херта Берлин      | 2018/19.          | Бундеслига        | 10    | 0    | 1     | 0    | —             | —             | 11     | 0      |
| Херта Берлин      | 2019/20.          | Бундеслига        | 28    | 3    | 2     | 1    | —             | —             | 30     | 4      |
| Херта Берлин      | 2020/21.          | Бундеслига        | 27    | 1    | 1     | 0    | —             | —             | 28     | 1      |
| Херта Берлин      | Укупно            | Укупно            | 142   | 11   | 11    | 3    | 4             | 0             | 157    | 14     |
| Укупно у каријери | Укупно у каријери | Укупно у каријери | 270   | 36   | 21    | 5    | 35            | 6             | 326    | 47     |

### Репрезентација
Ажурирано након утакмице игране 3. јула 2021.
| Репрезентација | Година | Наступи | Голови |
| -------------- | ------ | ------- | ------ |
| Чешка          |        |         |        |
| 2012.          | 9      | 0       |        |
| 2013.          | 6      | 0       |        |
| 2014.          | 7      | 0       |        |
| 2015.          | 9      | 1       |        |
| 2016.          | 10     | 0       |        |
| 2017.          | 8      | 3       |        |
| 2018.          | 4      | 0       |        |
| 2019.          | 8      | 2       |        |
| 2020.          | 7      | 1       |        |
| 2021.          | 8      | 0       |        |
| Укупно         | Укупно | 76      | 8      |

### Голови за репрезентацију
Ажурирано након утакмице игране 15. новембра 2018.
| ‡ | Гол из пенала |

| Број | Датум               | Локација                                  | Противник      | Гол за | Коначан резултат | Такмичење                                 |
| ---- | ------------------- | ----------------------------------------- | -------------- | ------ | ---------------- | ----------------------------------------- |
| 1.   | 6. септембар 2015.  | Стадион Сконто, Рига, Летонија            | Летонија       | 2:0    | 2:1              | Квалификације за Европско првенство 2016. |
| 2.   | 26. март 2017.      | Стадион Сан Марино, Серавале, Сан Марино  | Сан Марино     | 2:0    | 6:0              | Квалификације за Свјетско првенство 2018. |
| 3.   | 26. март 2017.      | Стадион Сан Марино, Серавале, Сан Марино  | Сан Марино     | 6:0    | 6:0              | Квалификације за Свјетско првенство 2018. |
| 4.   | 1. септембар 2017.  | Арена Еден, Праг, Чешка                   | Њемачка        | 1:1    | 1:2              | Квалификације за Свјетско првенство 2018. |
| 5.   | 10. септембар 2019. | Стадион под Горицом, Подгорица, Црна Гора | Црна Гора      | 3:0    | 3:0              | Квалификације за Европско првенство 2020. |
| 6.   | 14. октобар 2019.   | Стадион Летна, Праг, Чешка                | Сјеверна Ирска | 1:3    | 2:3              | Пријатељска                               |
| 7.   | 7. октобар 2020.    | АЕК арена, Ларнака, Кипар                 | Кипар          | 2:1    | 2:1              | Пријатељска                               |
| 8.   | 15. новембар 2020.  | Арена Досан, Плзењ, Чешка                 | Израел         | 1:0    | 1:0              | Лига нација 2020/21.                      |

## Успјеси

### Клубови
Викторија Плзењ
- Прва лига Чешке: 2010/11, 2012/13
- Куп Чешке: 2009/10
- Суперкуп Чешке: 2011

### Репрезентација
Чешка
- Кина куп бронза: 2018[140]

### Индивидуално
- Чешки фудбалер године: 2017